# رازهای سرزمین من
رازهای سرزمین من رمانی است از رضا براهنی دربارهٔ فضای ایران قبل از انقلاب ۱۳۵۷. این رمان به زبان‌های مختلف ترجمه شده است. 

## متن
بخشِ «کینهٔ ازلی» از این رمان شهریورِ ۱۳۵۸ در مجلّه نگین منتشر شد؛ با تاریخِ نگارشِ زمستانِ ۱۳۴۶.